# Els calçons de mestre Lluc
Els calçons de mestre Lluc és una obra dramàtica escrita per Bartomeu Ferrà i Perelló entre el 1867 i el 1868 i publicada el 1872 al volum Comèdies i poesies. La primera representació documentada va ser al Saló Mallorca (Palma) el 17 de novembre del 1931.

## Descripció
És una farsa còmica protagonitzada per la figura de la dona insubmisa a l'home, aquí representats per un sabater, el mestre Lluc, i la seva esposa, madò Coloma. El tema tenia el precedent directe de l'entremès Un consei medicinal, atribuïble a Josep Palet. Ferrà, però, també hi va fer convergir la influència culta d'autors com Mesonero Romanos, Moratín i, sobretot, Manuel Bretón de los Herreros, de qui podem trobar influències directes procedents d'El pelo de la dehesa. Aquests autors aporten el model de teatre còmic didàctic i moralitzant. Tanmateix, la reproducció costumista i estereotipada de la realitat a través de les escenes que reprodueixen converses de carrer, més o menys intranscendents, sovint entre dones, és un dels seus valors més sòlids.
És la primera obra que centra l'atenció en els mossons ciutadans, això és, menestrals que reclamen més protagonisme social del que els correspon, actitud que els fa protagonitzar escenes del tot ridícules. Aquí és madò Coloma, la seva filla Filomena i el seu pretendent tartamut, el mestre Benet, els que centren aquest interès. Durant tota l'obra preparen una disfressa per assistir al ball de màscares. En canvi, els menestrals assenyats, sobretot el sabater i el mariner, han de patir les seves impertinències. Aquest és el tema central de tot el costumisme mallorquí. La mica d'intriga que basteix l'autor dona títol a l'obra: dona Coloma empenya els calçons de l'única mudada que té mestre Lluc per obtenir diners per dur a terme els seus plans. La trama es barreja amb el sorteig «arreglat» d'un conill, i això permet que apareguin la rifadora d'ofici, madò Jerònia, i la que deixa diners a penyora, madò Rosa, que s'han de comptar entre els primers «tipus» populars, tan representatius d'aquest model de teatre i de literatura.
Tota l'acció passa al taller del sabater, com en tants d'entremesos tradicionals, i formalment es resol en formes mètriques populars de qualitat contrastada.

## Significació
L'autor, que considerava el teatre una activitat gairebé immoral, no en va autoritzar la representació quan s'hi van interessar companyies més o menys professionals, encara que la peça va tenir molta difusió, també en edicions de canya i cordill difícils de controlar. La Companyia Catina-Estelrich la va incloure en el seu repertori des de 1931 i la va convertir en una de les obres més representatives del Teatre Regional.